# Hesperus-Nunatak
Der Hesperus-Nunatak ist ein spitzer Nunatak im Südosten der westantarktischen Alexander-I.-Insel. Er ragt 3 km südwestlich des Titania Peak und rund 28 km westlich des Venus-Gletschers auf.
Das britische Directorate of Overseas Surveys kartierte ihn anhand von Satellitenaufnahmen der NASA. Das UK Antarctic Place-Names Committee benannte ihn 1974 in Anlehnung an die Benennung des Venus-Gletschers nach Hesperus, der antiken Bezeichnung für den Abendstern.